# Tobias Arwidson

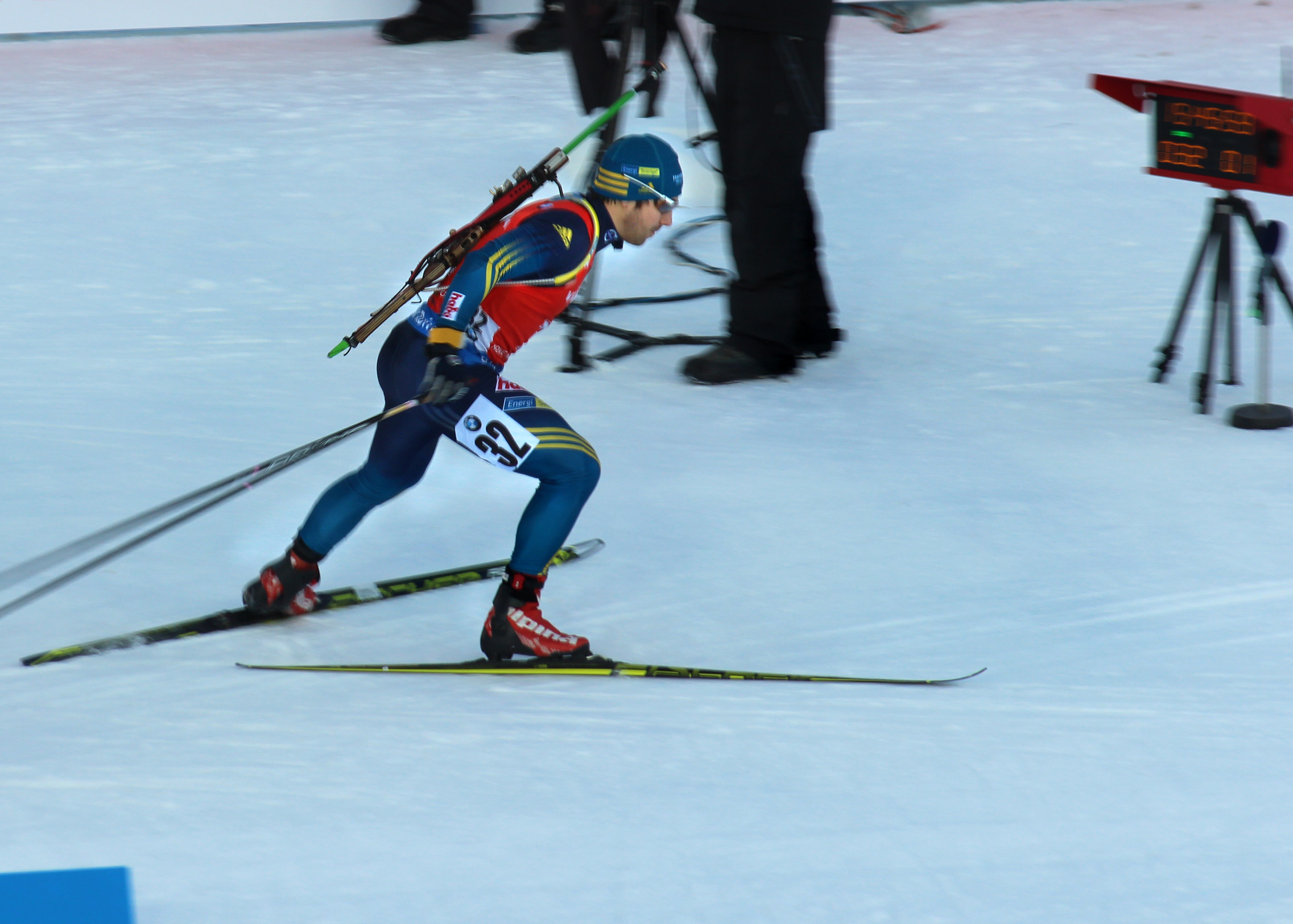
Tobias Arwidson, Nové Město 2015

Tobias Arwidson, född 7 juni 1988 i Mora, är en svensk skidskytt.
Arwidson debuterade i världscupen säsongen 2009/2010 i Antholz på distansloppet där han kom på en 70:e plats. Arwidson har en fjärdeplats från distansloppet under junior-VM 2006 i Presque Isle, USA. Världscupsäsongen 2011/2012 var han med i det svenska lag som kom på tredje plats i stafetten i Oberhof. Han inledde världscupen 2013/2014 med en 22:a plats på distansen vid säsongspremiären i Östersund, vilket var hans dittills bästa placering i världscupen. I Ruhpolding samma säsong slog han den toppnoteringen genom att bli 17:e på distansen. Han var även med i det svenska stafettlaget vid tre tillfällen under säsongen i vilka lopp laget slutade fyra, fyra och tvåa. Detta bidrog till att Sverige slutade på en andraplats i stafettcupen. Arwidson tävlade i olympiska vinterspelen 2014 i Sotji där hans bästa resultat blev 28:a på jaktstarten.
Han är son till Lars-Göran Arwidson, tvåfaldig OS-medaljör i skidskytte.

### Fotnoter
1. ↑  ”Tobias Arwidson” (på svenska). SVT Sport. 31 januari 2013. https://www.svt.se/sport/artikel/tobias-arwidson. Läst 31 juli 2019.